# Kaselbach (Saar)
Der Kaselbach (am Oberlauf: Büsterbach) ist ein rechter Zufluss der Saar im Landkreis Trier-Saarburg in Rheinland-Pfalz. Er hat eine Länge von 5,8 km, ein Einzugsgebiet von 8,5 km² und die Gewässerkennziffer 264972.

## Verlauf
Der Büsterbach entspringt auf der Gemarkung von Irsch auf 409 m ü. NHN
und nimmt zunächst von links den Bildchengraben und dann von rechts den Sellscheider Graben auf.
Er fließt durch die Gemeinde Irsch und nimmt nordwestlich des Ortes von links den Irscherbach auf.
Danach wird der Bach Kaselbach genannt.
Er fließt in nordwestlicher Richtung zur Oberen Kaselmühle auf der Gemarkung von Saarburg, unterquert dann die Bundesstraße 51, fließt an der Unteren Kaselmühle vorbei, unterquert die Saarstrecke (Saarbrücken–Konz-Karthaus), die 
Landesstraße 138 sowie den Saar-Radweg und mündet dann auf 142 m ü. NHN von rechts in die Saar.

## Zuflüsse
- Bildchengraben, von links, 0,1 km Länge, 0,2 km² EZG
- Sellscheider Graben, von rechts, 0,6 km Länge, 0,4 km² EZG
- Irscherbach, von links, 3,2 km Länge, 3,4 km² EZG